# Castelo Blervie

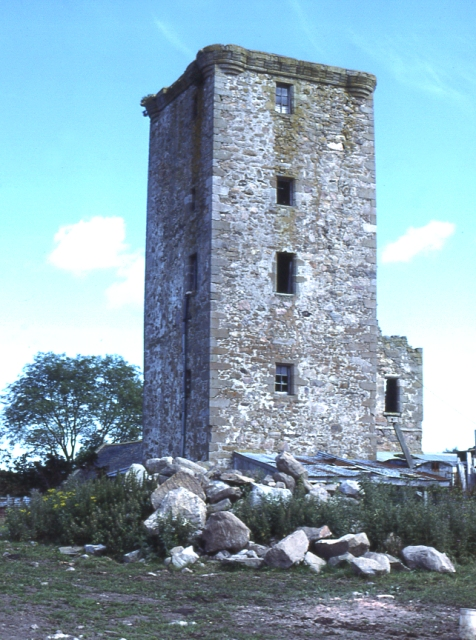
Torre do Castelo Blervie, Escócia

O Castelo Blervie (em inglês:  Blervie Castle) foi um castelo do século XVII localizado em Rafford, Moray, Escócia.

## História
Foi construído pela família Dunbar, cerca do ano de 1600.
O castelo foi demolido em 1776 para fornecimento de pedra à mansão projetada, restando apenas uma torre de 4 andares. A atual mansão foi construída pelo Major Lewis Duff, filho de William Braco, Earl de Fife e encontra-se classificada na categoria "A" do "listed building" desde 25 de abril de 1989.